# Zamia
Zamia Miq. è un genere di cicadi della famiglia delle Zamiaceae, comprendendente circa 70 specie native di America del nord, America Centrale e America del Sud. 

## Descrizione

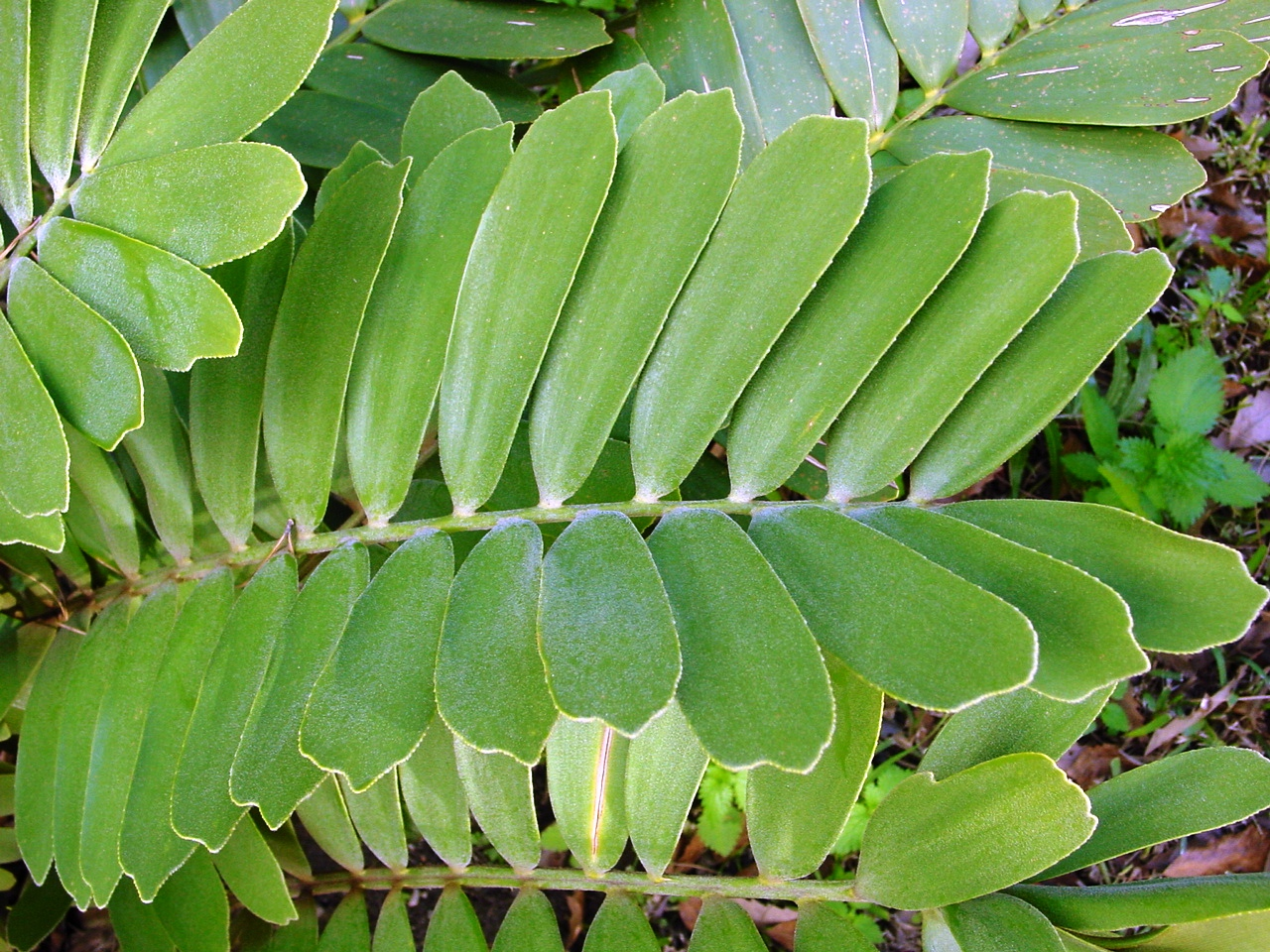
Foglie di Z. furfuracea

Le specie di Zamia si presentano come cespugli con caratteristiche intermedie tra le palme e le felci.
Hanno fusti tozzi, in talune specie sotterranei. Esiste anche una specie epifita, la Z. pseudoparasitica, che cresce sui rami degli alberi.
Le foglie sono coriacee, dall'aspetto lucido e ceroso, pennate e disposte a spirale. Mancano di una venatura centrale ma presentano venature multiple e ramificate. Si pensa che si tratti di un tipo di venatura primitivo, comune ad alcune specie di felci, nonché al Ginkgo biloba. A differenza di altre cicadi manca la differenziazione delle foglie basali in spine. La  Z. variegata è l'unica cicade con foglie multicolori (verdi con screziature gialle).
Sono piante dioiche con coni maschili oblunghi e coni femminili ovoidali, dotati di stelo o sessili.
I semi oblunghi o ellissoidali, possono essere rossi, gialli, arancio o raramente bianchi.

## Distribuzione e habitat
Il genere è tipico nel Nuovo Mondo con una distribuzione che va dalla Georgia  sino alla Bolivia.
Vivono in una vasta gamma di habitat, dalla savana alla prateria, dalle macchie arbustive al sottobosco delle foreste tropicali. La maggior parte delle specie predilige zone calde e umide, ma nonostante ciò molte specie si adattano anche alle zone temperate preferendo sempre esposizioni parzialmente ombreggiate e terreni ben drenati. Tollerano comunque male il freddo.
Oltre la metà delle specie di Zamia è classificata come specie in pericolo, per lo più per la distruzione degli habitat originari.

## Tassonomia
Comprende le seguenti specie:
- Zamia acuminata Oers. ex Dyer
- Zamia amazonum D.W. Stev.
- Zamia amblyphyllidia D.W.Stev.
- Zamia amplifolia W.Bull ex Mast.
- Zamia angustifolia Jacq.
- Zamia boliviana (Brongn.) A. DC.
- Zamia bussellii Schutzman, R.S.Adams, J.L.Haynes & Whitelock
- Zamia chigua Seem.
- Zamia cremnophila Vovides, Schutzman & Dehgan
- Zamia cunaria Dressler & D.W. Stev.
- Zamia decumbens Calonje, Meerman, M.P. Griff. & Hoese
- Zamia disodon D.W.Stev. & Sabato
- Zamia dressleri D.W.Stev.
- Zamia encephalartoides D.W. Stev.
- Zamia fairchildiana L.D. Gómez
- Zamia fischeri Miq.
- Zamia floridana A.DC.
- Zamia furfuracea L.f.
- Zamia gentryi Dodson
- Zamia gomeziana R.H.Acuña
- Zamia hamannii A.S. Taylor, J.L. Haynes & Holzman
- Zamia herrerae Calderón & Standl.
- Zamia hymenophyllidia D.W.Stev.
- Zamia imperialis A.S.Taylor, J.L.Haynes & Holzman
- Zamia incognita A.Lindstr. & Idarraga
- Zamia inermis Vovides, J.D. Rees & Vázq. Torres
- Zamia ipetiensis D.W.Stev.
- Zamia lacandona Schutzman & Vovides
- Zamia lecointei Ducke
- Zamia loddigesii Miq.
- Zamia macrochiera D.W.Stev.
- Zamia manicata Linden ex Regel
- Zamia meermanii Calonje
- Zamia melanorrhachis D.W.Stev.
- Zamia montana A.Braun
- Zamia monticola Chamb.
- Zamia muricata Willd.
- Zamia nesophila A.S.Taylor, J.L.Haynes & Holzman
- Zamia neurophyllidia D.W. Stev.
- Zamia obliqua A. Braun
- Zamia onan-reyesii C.Nelson & Sandoval
- Zamia oreillyi C.Nelson
- Zamia paucijuga Wieland
- Zamia poeppigiana Mart. & Eichler
- Zamia prasina W. Bull
- Zamia pseudomonticola L.D. Gómez
- Zamia pseudoparasitica Yates in Seem.
- Zamia pumila L.
- Zamia purpurea Vovides, J.D. Rees & Vázq. Torres
- Zamia pygmea Sims
- Zamia pyrophylla Calonje, D.W.Stev. & A.Lindstr.
- Zamia restrepoi (D.W. Stev.) A. Lindstr.
- Zamia roezlii Linden
- Zamia sandovalii C. Nelson
- Zamia skinneri Warsz. ex A. Dietrich
- Zamia soconuscensis Schutzman, Vovides & Dehgan
- Zamia spartea A. DC.
- Zamia standleyi Schutzman
- Zamia stricta Miq.
- Zamia tuerckheimii Donn. Sm.
- Zamia ulei U. Dammer
- Zamia urep B. Walln.
- Zamia variegata Warsz.
- Zamia vasquezii D.W. Stev., Sabato, A. Moretti & De Luca
- Zamia verschaffeltii Miq.
- Zamia wallisii A. Braun

Le due specie attribuite in passato al genere Chigua (C. restrepoi e C. bernalii), entrambe endemiche della Colombia, sono oggi considerate come un'unica entità, attribuita al genere Zamia (Z.restrepoi).

## Usi
- Le diverse specie del genere Zamia sono spesso coltivate per scopo ornamentale e paesaggistico.
- Nell'Ottocento l'amido di molte specie di Zamia era estratto a livello industriale per essere utilizzato come appretto da bucato.
- Le popolazioni Seminole della Florida  utilizzavano l'amido della Z. integrifolia come alimento.
- La Z. lacandona rappresenta tuttora l'elemento principale della dieta degli indigeni della omonima foresta messicana.